# یواس‌اس دنیل ای جوی (دی‌ای-۵۸۵)
یواس‌اس دنیل ای جوی (دی‌ای-۵۸۵) (به انگلیسی: USS Daniel A. Joy (DE-585)) یک کشتی بود که طول آن ۳۰۶ فوت (۹۳ متر) بود. این کشتی در سال ۱۹۴۴ ساخته شد.